# Чистюнька (приток Алея)
Чистюнька (в верховье Карымка) — река в Алтайском крае России. Устье реки находится в 22 км по левому берегу протоки Чистюнька, впадающей в Алей в 92 км от устья слева. Длина реки составляет 45 км, площадь водосборного бассейна 460 км².

## Притоки
- 27 км: Солоновка
- 35 км: Поперечка

## Данные водного реестра
По данным государственного водного реестра России относится к Верхнеобскому бассейновому округу, водохозяйственный участок реки — Алей от Гилёвского гидроузла и до устья, речной подбассейн реки — бассейны притоков (Верхней) Оби до впадения Томи. Речной бассейн реки — (Верхняя) Обь до впадения Иртыша.